# Nepenthes macrophylla
Nepenthes macrophylla (Marabini) Jebb & Cheek, 1997 è una pianta carnivora della famiglia Nepenthaceae, endemica del Monte Trus Madi, nel Borneo, dove cresce a 2200–2642 m.

## Conservazione
La Lista rossa IUCN classifica Nepenthes macrophylla come specie in pericolo critico di estinzione (Critically Endangered).